# 長田佳世
長田 佳世 （ながた かよ、1978年? - ） は、日本のバレリーナ。
大阪市出身。ボリショイ・バレエ学校卒。1997年秋から2017年1月までのべ18年にわたってロシアと日本のバレエ団で活躍した。最終階級は新国立劇場バレエ団のプリンシパル。
ポール・ド・ブラの美しさが指摘されており、踊りは「繊細」「柔らか」と評されていた。

## 来歴
書店を経営する両親の長女として大阪市に生まれる。小学4年・10歳のとき、森下洋子主演の 『くるみ割り人形』 を観たことをきっかけとして、市内の都島区で教室を開いていた涌井三枝子にバレエを習い始めた。最初は週に一度のレッスンだったが徐々に没頭するようになったという。同窓生には後に宝塚の俳優となる柚希礼音もいた。
大阪福島女子高校2年生のとき、モスクワにあるボリショイ・バレエ学校（МГАХ）の5年生に編入。まもなく6年生のクラスに移り、卒業までの3年間、のちに校長となるマリーナ・レオーノワに師事した。ボリショイ・バレエ団で2005年にバレリーナとなるスヴェトラーナ・ルンキナはこのときの同窓生の一人だった。1997年の卒業試験において長田は全ての学課で最高点の「5」を獲得した。
卒業後はV・ゴルデーエフが率いる国立ロシア・バレエ団に入団し、2年間所属していた。1999年秋、創設から半年後のKバレエカンパニーに移籍。Kバレエには2008年3月末まで約9年間在籍し、『白鳥の湖』 のオディール（黒鳥）、『ドン・キホーテ』 のキトリ、『パキータ』 のタイトルロールなどの主役を踊った。Kバレエでの最終階級はファースト・ソリスト。
2009年9月、新国立劇場バレエ団にソリストの階級で入団した。在籍2年目の2010年12月、アシュトン版 『シンデレラ』 のタイトルロールを踊る。2011年9月からファースト・ソリストとなり、11月にはデヴィッド・ビントレーによる新制作 『パゴダの王子』 の初演2日目で主役のさくら姫を踊った。2013年2月には 『ジゼル』 の主役、3月には中村恩恵の新作 『Who is“Us”?』 で女性役を踊り、同シーズン終了後にプリンシパルに昇格した。
2016年12月19日の新国立劇場公演 『シンデレラ』 に主演した後、2017年1月22日の日本バレエ協会公演 『ラ・バヤデール』 の主役ニキヤを最後に現役を引退した。

## 主な出演歴
| 年   | 演目                     | 役                               | 相方                                                        | 振付                 | バレエ団           |
| ---- | ------------------------ | -------------------------------- | ----------------------------------------------------------- | -------------------- | ------------------ |
| 2000 | スコッティシュ・ダンス   | -                                | ？                                                          | ビントレー           | Kバレエ            |
| 2002 | 眠れる森の美女           | フロリナ王女                     | S・キャシディ 〔青い鳥〕                                    | 熊川改訂             | Kバレエ            |
| 2006 | 眠れる森の美女           | 優しさの精                       | -                                                           | 熊川改訂             | Kバレエ            |
| 2003 | ジゼル                   | ミルタ                           | -                                                           | 熊川改訂             | Kバレエ            |
| 2003 | 白鳥の湖                 | オディール                       | 熊川 哲也                                                   | 熊川改訂             | Kバレエ            |
| 2004 | ドン・キホーテ           | キトリ                           | 芳賀 望                                                     | 熊川改訂             | Kバレエ            |
| 2006 | コッペリア               | 祈り                             | -                                                           | 熊川改訂             | Kバレエ            |
| 2007 | くるみ割り人形           | マリー姫                         | 輪島 拓也                                                   | 熊川改訂             | Kバレエ            |
| 2003 | ファサード               | ポルカ                           | -                                                           | アシュトン           | Kバレエ            |
| 2003 | フー・ケアーズ           | （プリンシパル）                 | 熊川 哲也                                                   | バランシン           | Kバレエ            |
| 2007 | パキータ                 | パキータ                         | N・ヴィユウジャーニン                                       | プティパ             | Kバレエ            |
| 2007 | パキータ                 | パキータ                         | 遅沢 佑介                                                   | プティパ             | Kバレエ            |
| 2008 | 旅芸人                   | 若い男にあこがれる女             | 佐々木 大 〔若い男〕                                        | 松崎 すみ子          | 日本バレエ協会     |
| 2012 | L'espirit Blanc ★        | (メヌエット)                     | 厚地 康雄                                                   | 山本 康介            | 日本バレエ協会     |
| 2018 | ホルベアの時代から ★     | (女性)                           | 高比良 洋                                                   | 山本 康介            | 日本バレエ協会     |
| 2017 | ラ・バヤデール           | ニキヤ                           | 橋本 直樹                                                   | 法村改訂             | 日本バレエ協会     |
| 2009 | ドン・キホーテ           | 第2ヴァリエーション              | -                                                           | ファジェーチェフ改訂 | 新国立劇場バレエ団 |
| 2016 | ドン・キホーテ           | 街の踊り子                       | -                                                           | ファジェーチェフ改訂 | 新国立劇場バレエ団 |
| 2009 | くるみ割り人形           | 葦の精                           | -                                                           | 牧改訂               | 新国立劇場バレエ団 |
| 2009 | くるみ割り人形           | 中国                             | 吉本 泰久                                                   | 牧改訂               | 新国立劇場バレエ団 |
| 2013 | くるみ割り人形           | 金平糖の精                       | M・トゥレウバエフ                                           | 牧改訂               | 新国立劇場バレエ団 |
| 2015 | くるみ割り人形           | 金平糖の精                       | 奥村 康祐                                                   | 牧改訂               | 新国立劇場バレエ団 |
| 2010 | 白鳥の湖                 | 小さい4羽の白鳥                  | -                                                           | 牧改訂               | 新国立劇場バレエ団 |
| 2012 | 白鳥の湖                 | パ・ド・トロワ                   | 奥村 康祐                                                   | 牧改訂               | 新国立劇場バレエ団 |
| 2012 | 白鳥の湖                 | パ・ド・トロワ                   | 江本 拓                                                     | 牧改訂               | 新国立劇場バレエ団 |
| 2012 | 白鳥の湖                 | ハンガリー                       | 古川 和則                                                   | 牧改訂               | 新国立劇場バレエ団 |
| 2014 | 白鳥の湖                 | オデット/オディール              | 奥村 康祐                                                   | 牧改訂               | 新国立劇場バレエ団 |
| 2011 | ラ・バヤデール           | 第1ヴァリエーション              | -                                                           | 牧改訂               | 新国立劇場バレエ団 |
| 2011 | ラ・バヤデール           | ガムザッティ                     | 山本 隆之 〔ソロル〕                                        | 牧改訂               | 新国立劇場バレエ団 |
| 2015 | ラ・バヤデール           | ガムザッティ                     | 福岡 雄大 〔〃〕                                            | 牧改訂               | 新国立劇場バレエ団 |
| 2015 | ラ・バヤデール           | ニキヤ                           | 菅野 英男                                                   | 牧改訂               | 新国立劇場バレエ団 |
| 2010 | シンフォニー・イン・C    | (第1楽章プリンシパル)            | 福岡 雄大                                                   | バランシン           | 新国立劇場バレエ団 |
| 2013 | コンチェルト・バロッコ   | (第2女性プリンシパル)            | 山本 隆之                                                   | バランシン           | 新国立劇場バレエ団 |
| 2013 | アポロ                   | ポリヒムニア                     | 福岡 雄大                                                   | バランシン           | 新国立劇場バレエ団 |
| 2015 | テーマとヴァリエーション | (プリンシパル)                   | 奥村 康祐                                                   | バランシン           | 新国立劇場バレエ団 |
| 2010 | シンデレラ               | シンデレラ                       | 福岡 雄大                                                   | アシュトン           | 新国立劇場バレエ団 |
| 2012 | シンデレラ               | シンデレラ                       | 菅野 英男                                                   | アシュトン           | 新国立劇場バレエ団 |
| 2014 | シンデレラ               | シンデレラ                       | 奥村 康祐                                                   | アシュトン           | 新国立劇場バレエ団 |
| 2011 | アラジン                 | ルビー                           | 厚地 康雄                                                   | ビントレー           | 新国立劇場バレエ団 |
| 2016 | アラジン                 | ルビー                           | 中家 正博                                                   | ビントレー           | 新国立劇場バレエ団 |
| 2011 | パゴダの王子             | さくら姫 ☆                       | 芳賀 望                                                     | ビントレー           | 新国立劇場バレエ団 |
| 2014 | パゴダの王子             | エピーヌ                         | -                                                           | ビントレー           | 新国立劇場バレエ団 |
| 2012 | シルヴィア               | マーズ                           | -                                                           | ビントレー           | 新国立劇場バレエ団 |
| 2013 | テイク・ファイブ         | スリー・トゥ・ゲット・レディー   | -                                                           | ビントレー           | 新国立劇場バレエ団 |
| 2014 | ファスター               | 跳ぶ                             | 小口 邦明 ・輪島 拓也                                       | ビントレー           | 新国立劇場バレエ団 |
| 2014 | カルミナ・ブラーナ       | ロースト・スワン                 | -                                                           | ビントレー           | 新国立劇場バレエ団 |
| 2012 | アンナ・カレーニナ       | アンナ                           | M・トゥレウバエフ 〔カレーニン〕 厚地 康雄 〔ヴロンスキー〕 | エイフマン           | 新国立劇場バレエ団 |
| 2013 | ジゼル                   | ジゼル                           | 菅野 英男                                                   | セルゲーエフ改訂     | 新国立劇場バレエ団 |
| 2013 | Who is “Us” ? ★          | (女性)                           | 江本 拓 ほか                                                | 中村 恩恵            | 新国立劇場バレエ団 |
| 2013 | solo for 2               | （パルティータ第1番 アルマンド） | -                                                           | 金森 穣              | 新国立劇場バレエ団 |
| 2014 | 大フーガ                 | (4人の女性)                      | 菅野 英男                                                   | H・ファン・マネン    | 新国立劇場バレエ団 |
| 2014 | 眠れる森の美女           | オーロラ姫                       | 菅野 英男                                                   | イーグリング改訂     | 新国立劇場バレエ団 |
| 2014 | 眠れる森の美女           | フロリナ王女                     | 奥村 康祐 〔青い鳥〕                                        | イーグリング改訂     | 新国立劇場バレエ団 |
| 2015 | ホフマン物語             | オリンピア                       | 福岡 雄大                                                   | P・ダレル            | 新国立劇場バレエ団 |
| 2016 | ラ・シルフィード         | シルフィード                     | 菅野 英男                                                   | ブルノンヴィル       | 新国立劇場バレエ団 |

※紫は演目の主役を表す。★は当該作品の初演・初日への出演、☆は初日ではないものの、一連の初演の中で出演したことを表す。同じ役・相方での同一演目の出演は最初の年のみ記した。